# Nathan Collins
Nathan Michael Collins (Leixlip, 30 april 2001) is een Iers voetballer die doorgaans speelt als centrale verdediger. In juli 2023 verruilde hij Wolverhampton Wanderers voor Brentford. Collins maakte in 2021 zijn debuut in het Iers voetbalelftal.

## Clubcarrière
Collins speelde in de jeugd van Cherry Orchard en werd in januari 2016 opgenomen in de opleiding van Stoke City. Hier maakte hij zijn professionele debuut op 9 april 2019, op bezoek bij Swansea City in het Championship. Daniel James, Mike van der Hoorn en Oliver McBurnie scoorden voor die club en door een tegentreffer van James McClean werd het uiteindelijk 3–1. Collins moest van coach Nathan Jones op de reservebank beginnen en mocht negentien minuten na rust invallen voor Benik Afobe. In augustus 2019 kreeg hij van Jones de aanvoerdersband om, waarmee hij de jongste aanvoerder ooit werd voor Stoke.
In de zomer van 2021 verkaste Collins voor een bedrag van circa veertien miljoen euro naar Burnley, waar hij zijn handtekening zette onder een verbintenis voor de duur van vier seizoenen, met een optie op een jaar extra. Bij deze club speelde de Ier één seizoen en Burnley degradeerde. Hierop werd hij voor ruim vierentwintig miljoen euro overgenomen door Wolverhampton Wanderers, wat hem vastlegde voor vijf jaar met een optie extra. Een jaar na zijn komst wist Wolverhampton de centrumverdediger met winst te verkopen, toen hij voor bijna zevenentwintig miljoen euro overgenomen werd door Brentford. Hiermee werd Collins de duurste aankoop in de clubgeschiedenis.

## Clubstatistieken
| Seizoen | Club                    | Competitie     | Competitie | Competitie | Beker | Beker | Internationaal | Internationaal | Totaal | Totaal |
| Seizoen | Club                    | Competitie     | Wed.       | Dlp.       | Wed.  | Dlp.  | Wed.           | Dlp.           | Wed.   | Dlp.   |
| ------- | ----------------------- | -------------- | ---------- | ---------- | ----- | ----- | -------------- | -------------- | ------ | ------ |
| 2018/19 | Stoke City              | Championship   | 3          | 0          | 0     | 0     | —              | —              | 3      | 0      |
| 2019/20 | Stoke City              | Championship   | 14         | 0          | 3     | 1     | —              | —              | 17     | 1      |
| 2020/21 | Stoke City              | Championship   | 22         | 2          | 5     | 0     | —              | —              | 27     | 2      |
| 2021/22 | Burnley                 | Premier League | 19         | 2          | 3     | 0     | —              | —              | 22     | 2      |
| 2022/23 | Wolverhampton Wanderers | Premier League | 26         | 0          | 5     | 0     | —              | —              | 31     | 0      |
| 2023/24 | Brentford               | Premier League | 32         | 1          | 3     | 1     | —              | —              | 35     | 2      |
| 2024/25 | Brentford               | Premier League | 13         | 1          | 2     | 0     | —              | —              | 15     | 1      |
| Totaal  | Totaal                  | Totaal         | 129        | 6          | 21    | 2     | 0              | 0              | 150    | 8      |

Bijgewerkt op 3 december 2024.

## Interlandcarrière
Collins maakte op 12 oktober 2021 zijn debuut in het Iers voetbalelftal tijdens een vriendschappelijke wedstrijd tegen Qatar. Door drie doelpunten van Callum Robinson en een van Shane Duffy ging het duel met 4–0 gewonnen. Collins moest van bondscoach Stephen Kenny op de reservebank beginnen en hij viel dertien minuten voor tijd in voor Duffy. Op 14 juni 2022 kwam hij voor het eerst tot scoren, tijdens zijn zesde interlandoptreden. In de UEFA Nations League opende hij veertien minuten voor rust de score tegen Oekraïne. Door een doelpunt van Artem Dovbyk werd het uiteindelijk 1–1.
| Interlands van Nathan Collins voor Ierland | Interlands van Nathan Collins voor Ierland | Interlands van Nathan Collins voor Ierland | Interlands van Nathan Collins voor Ierland | Interlands van Nathan Collins voor Ierland | Interlands van Nathan Collins voor Ierland |
| №                                          | Datum                                      | Wedstrijd                                  | Uitslag                                    | Competitie                                 | Goals                                      |
| Als speler bij Burnley                     | Als speler bij Burnley                     | Als speler bij Burnley                     | Als speler bij Burnley                     | Als speler bij Burnley                     | Als speler bij Burnley                     |
| ------------------------------------------ | ------------------------------------------ | ------------------------------------------ | ------------------------------------------ | ------------------------------------------ | ------------------------------------------ |
| 1                                          | 12 oktober 2021                            | Ierland – Qatar                            | 4 – 0                                      | Vriendschappelijk                          |                                            |
| 2                                          | 29 maart 2022                              | Ierland – Litouwen                         | 1 – 0                                      | Vriendschappelijk                          |                                            |
| 3                                          | 4 juni 2022                                | Armenië – Ierland                          | 1 – 0                                      | Nations League 2022/23                     |                                            |
| 4                                          | 8 juni 2022                                | Ierland – Oekraïne                         | 0 – 1                                      | Nations League 2022/23                     |                                            |
| 5                                          | 11 juni 2022                               | Ierland – Schotland                        | 3 – 0                                      | Nations League 2022/23                     |                                            |
| 6                                          | 14 juni 2022                               | Oekraïne – Ierland                         | 1 – 1                                      | Nations League 2022/23                     | 31'                                        |
| Als speler bij Wolverhampton Wanderers     |                                            |                                            |                                            |                                            |                                            |
| 7                                          | 24 september 2022                          | Schotland – Ierland                        | 2 – 1                                      | Nations League 2022/23                     |                                            |
| 8                                          | 27 september 2022                          | Ierland – Armenië                          | 3 – 2                                      | Nations League 2022/23                     |                                            |
| 9                                          | 17 november 2022                           | Ierland – Noorwegen                        | 1 – 2                                      | Vriendschappelijk                          |                                            |
| 10                                         | 20 november 2022                           | Malta – Ierland                            | 0 – 1                                      | Vriendschappelijk                          |                                            |
| 11                                         | 22 maart 2023                              | Ierland – Letland                          | 3 – 2                                      | Vriendschappelijk                          |                                            |
| 12                                         | 27 maart 2023                              | Ierland – Frankrijk                        | 0 – 1                                      | EK 2024 kwalificatie                       |                                            |
| 13                                         | 16 juni 2023                               | Griekenland – Ierland                      | 2 – 1                                      | EK 2024 kwalificatie                       | 27'                                        |
| 14                                         | 19 juni 2023                               | Ierland – Gibraltar                        | 3 – 0                                      | EK 2024 kwalificatie                       |                                            |
| Als speler bij Brentford                   |                                            |                                            |                                            |                                            |                                            |
| 15                                         | 7 september 2023                           | Frankrijk – Ierland                        | 2 – 0                                      | EK 2024 kwalificatie                       |                                            |
| 16                                         | 10 september 2023                          | Ierland – Nederland                        | 1 – 2                                      | EK 2024 kwalificatie                       |                                            |
| 17                                         | 13 oktober 2023                            | Ierland – Griekenland                      | 0 – 2                                      | EK 2024 kwalificatie                       |                                            |
| 18                                         | 18 november 2023                           | Nederland – Ierland                        | 1 – 0                                      | EK 2024 kwalificatie                       |                                            |
| 19                                         | 23 maart 2024                              | Ierland – België                           | 0 – 0                                      | Vriendschappelijk                          |                                            |
| 20                                         | 26 maart 2024                              | Ierland – Zwitserland                      | 0 – 1                                      | Vriendschappelijk                          |                                            |
| 21                                         | 7 september 2024                           | Ierland – Engeland                         | 0 – 2                                      | Nations League 2024/25                     |                                            |
| 22                                         | 10 september 2024                          | Ierland – Griekenland                      | 0 – 2                                      | Nations League 2024/25                     |                                            |
| 23                                         | 10 oktober 2024                            | Finland – Ierland                          | 1 – 2                                      | Nations League 2024/25                     |                                            |
| 24                                         | 13 oktober 2024                            | Griekenland – Ierland                      | 2 – 0                                      | Nations League 2024/25                     |                                            |
| 25                                         | 14 november 2024                           | Ierland – Finland                          | 1 – 0                                      | Nations League 2024/25                     |                                            |
| 26                                         | 17 november 2024                           | Engeland – Ierland                         | 5 – 0                                      | Nations League 2024/25                     |                                            |

Bijgewerkt op 3 december 2024.